# サブリメイション
株式会社サブリメイション（英: Sublimation Inc.）は、日本のCGアニメ制作会社。

## 概要
2011年、Production I.G出身の小石川淳と須貝真也によって設立。CG制作に強みを持ち、2018年には大手アニメ制作会社のサンライズ（後のバンダイナムコフィルムワークス）と資本提携を、2019年にはNetflixと包括的業務提携をそれぞれ締結している。
スタジオ初のオリジナル作品は短編CGアニメ『Walking Meat』（須貝真也初監督作品）で、第52回ワールドフェスト・ヒューストン国際映画祭のアニメ・漫画部門でゴールド賞受賞している。
2020年12月には、サンジゲンおよびTooとの合弁会社である「株式会社ウタリカ」を設立した。
制作スタジオは国立第一スタジオ（本社・東京都国立市、旧国立スタジオ）、国立第二スタジオ（東京都国立市、2023年開設）、名古屋スタジオ（愛知県名古屋市中村区、2024年3月開設）、仙台スタジオ（2017年に開設し2020年に閉鎖後、2022年5月に再開設・宮城県仙台市青葉区）を構える。
このうち名古屋スタジオは塩釜口スタジオ（2019年開設、2024年閉鎖・愛知県名古屋市天白区）と金山スタジオ（2016年開設、2024年閉鎖・愛知県名古屋市昭和区）の2つのスタジオを統合し、新たに開設したものである。またかつての塩釜口スタジオが入居していたビルの地下1階にはサブリメイションカフェが営業していた。

## 主な作品

### テレビアニメ
| 開始年 | 放送期間    | タイトル   | 監督                  | アニメーション プロデューサー | 原作       |
| ------ | ----------- | ---------- | --------------------- | ----------------------------- | ---------- |
| 2021年 | 10月 - 12月 | シキザクラ | 須貝真也（総） 黒﨑豪 | 横田一平                      | オリジナル |

### 劇場アニメ
| 公開年 | タイトル                         | 監督               | アニメーション プロデューサー | 原作       | 共同制作           |
| ------ | -------------------------------- | ------------------ | ----------------------------- | ---------- | ------------------ |
| 2019年 | Walking Meat                     | 須貝真也           | 西村知恭                      | オリジナル |                    |
| 2021年 | サイダーのように言葉が湧き上がる | イシグロキョウヘイ | 小川拓也                      | オリジナル | シグナル・エムディ |

### Webアニメ
| 配信年 | タイトル         | 監督                    | アニメーション プロデューサー | 原作   |
| ------ | ---------------- | ----------------------- | ----------------------------- | ------ |
| 2020年 | ドラゴンズドグマ | 須貝真也                | 西村知恭                      | ゲーム |
| 2023年 | 鬼武者           | 三池崇史（総） 須貝真也 | 西村知恭                      | ゲーム |

### 制作協力
テレビアニメ
- BLOOD-C
- PSYCHO-PASS サイコパス
- ビビッドレッド・オペレーション
- ガッチャマン クラウズ
- ラブライブ！2期
- 東京ESP
- テンカイナイト
- とある飛空士への恋歌
- PSYCHO-PASS サイコパス 2
- 結城友奈は勇者である
- 東京喰種トーキョーグール
- 神撃のバハムート GENESIS
- 牙狼〈GARO〉 -炎の刻印-
- 東京喰種トーキョーグール√A
- 純潔のマリア
- ガッチャマン クラウズ インサイト
- 攻殻機動隊ARISE ALTERNATIVE ARCHITECTURE
- ジョーカー・ゲーム
- いとしのムーコ
- ラブライブ！サンシャイン!!
- 魔法使いの嫁
- PSYCHO-PASS サイコパス 3
- 境界戦機
- ラブライブ!虹ヶ咲学園スクールアイドル同好会

劇場アニメ
- 劇場版 BLOOD-C The Last Dark
- 図書館戦争 革命のつばさ
- ヱヴァンゲリヲン新劇場版：Q
- 009 RE:CYBORG
- 劇場版 花咲くいろは HOME SWEET HOME
- 宇宙戦艦ヤマト2199 星巡る方舟
- 花とアリス殺人事件
- 劇場版 PSYCHO-PASS サイコパス
- サブイボマスク
- ひるね姫 〜知らないワタシの物語〜
- 宇宙戦艦ヤマト2202 愛の戦士たち
- ラブライブ！サンシャイン!!The School Idol Movie Over the Rainbow
- PSYCHO-PASS サイコパス Sinners of the System
  - Case.1 罪と罰
  - Case.2 First Guardian
  - Case.3 恩讐の彼方に＿＿

- 天気の子

OVA
- 機動戦士ガンダムUC
- 攻殻機動隊ARISE
- 魔法使いの嫁 星待つひと

ゲーム
- ファントム オブ キル ―Zeroからの反逆―
- ペルソナ5

MV
- ODDS&ENDS / ryo(supercell) feat. 初音ミク
- BOW & ARROWS / EXILE
- ラブライブ！サンシャイン!! シリーズ
- アイドルマスター SideM GROWING STARS

CM
- 正社員サイボーグ003
- PEPSI NEX×009 RE:CYBORG

## スタジオ
- 国立第一スタジオ（東京都国立市） - 旧国立スタジオ
- 国立第二スタジオ（東京都国立市）
- 名古屋スタジオ（愛知県名古屋市中村区） - 2024年3月、塩釜口スタジオと金山スタジオを統合し開設
- 仙台スタジオ（宮城県仙台市青葉区） - モデリング専門スタジオ